# 劇団仲間
劇団仲間（げきだんなかま）は、東京都中野区にある劇団。1953年に俳優の日恵野晃と劇団俳優座養成所第2期生である生井健夫、伊藤巴子（1931年 - 2016年）ら11名と俳優座養成所講師であった中村俊一を中心に結成。団体名は「企業組合 劇団仲間」である。
幼少期から質の高い演劇に接することによって子供たちの感性を高め、成人後も芝居を愛する感覚を持った人たちを増やしていこうとの狙いもあり、創立当初から児童・青少年演劇に力を入れる。日本児童・青少年演劇劇団協同組合に加盟している。

## 代表的な作品
- 森は生きている
- 乞食と王子（原作はマーク・トウェインの『王子と乞食』）
- モモと時間どろぼう（原作はミヒャエル・エンデの『モモ』）